# 陈大凡
陈大凡（1906年10月7日—1993年1月15日），原名陈锡勇，字大凡，辽宁北镇县人。1945年11月任黑龙江省政府主席。

## 生平
生于贫寒的塾师家庭。
1925年冬入职黑龙江省呼海铁路局电报所，历任电报领班、列车长、海伦站长等职。
1935年1月在北平入党。
抗战爆发后，到“平西游击队”工作，陈大凡任总参议，做友军的统战工作，1938年1月改编为八路军晋察冀军区五支队，任五支队下属的第一总队政治主任。又历任晋察冀军区六分区军事代表兼军政分校校长、军区独立一旅一团政委、旅政治部主任、晋察冀边区政府粮食局局长、工商局局长等职。
1945年10月，东北局派陈大凡等18人到北安开展地方工作，接收地方政权。
1945年11月13日，黑龙江省民主政府在北安成立，任省主席。
1945年12月1日，北安铁路局成立，兼任局长，管辖滨北线、北黑线、绥佳线（绥化至望江）、鹤岗线；组建北满护路军兼任护路军司令。
1946年4月28日解放哈尔滨当晚，北满分局书记陈云发电报令其赴哈尔滨任中长铁路管理局第一任军代表。
1946年7月末，成立东北铁路总局，陈云任局长，陈大凡任副局长。
1946年冬，兼任牡丹江铁路管理局局长。陈云指示：“牡丹江局的主要任务是管理好（绥芬河、图们）两个口岸，完成好进出口任务……”7个月修复了牡丹江机车工厂，当年全局抢修99台机车。
1949年8月15日，任济南铁路局局长。
1953年5月，调任铁道部行车安全监察室主任。1955年因病退休。
1980年，中共铁道部党组决定，为其彻底平反、恢复名誉，按副部级待遇离职休养。